# Рогозенко, Дориан
Дориан Рогозенко (рум. Dorian Rogozenco; род. 18 августа 1973, Кишинёв) — молдавский и румынский шахматист, гроссмейстер (1995), тренер.
В составе сборных Молдавии (1994—1998) и Румынии (2000) участник 4-х Олимпиад.
Принимал участие в крупном международном турнире «Мемориал заслуженного тренера Вячеслава Чебаненко» - первом молдавском турнире, на котором была организована интернет-трансляция.
Автор нескольких статей в журнале Chessbase Magazine.

## Изменения рейтинга
| График не отображается по техническим причинам. Чтобы исправить это, воспроизведите график в новом формате, если это возможно. |